# Silvius microcephalus
Silvius microcephalus is een vliegensoort uit de familie van de dazen (Tabanidae). De wetenschappelijke naam van de soort is voor het eerst geldig gepubliceerd in 1922 door Wehr.